# Odontolejeunea rhomalea
Odontolejeunea rhomalea là một loài Rêu trong họ Lejeuneaceae. Loài này được (Spruce) Stephani mô tả khoa học đầu tiên năm 1912.